# Gardie House

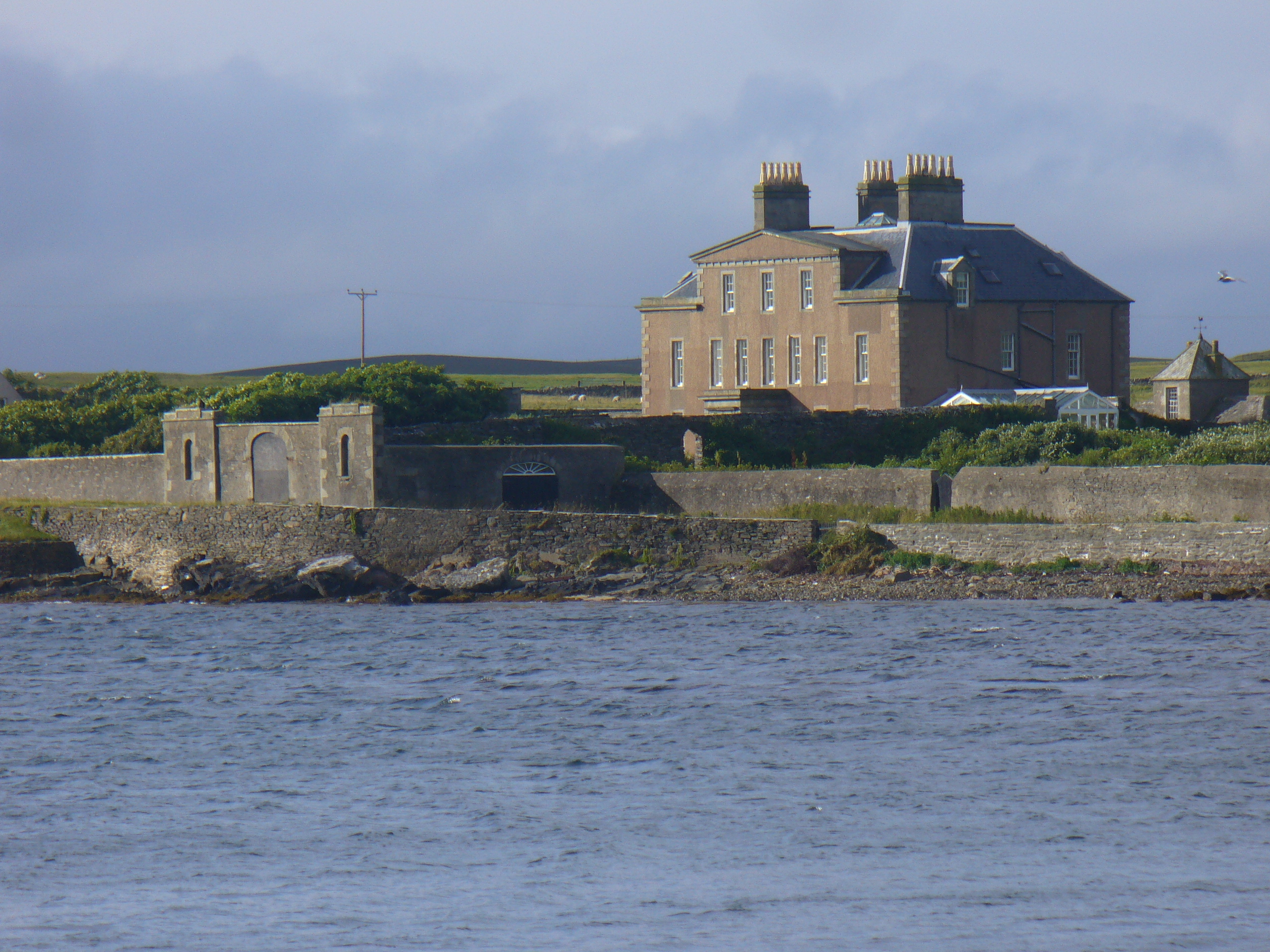
Gardie House

Gardie House ist eine Villa an der Westküste der schottischen Shetlandinsel Bressay. 1971 wurde Gardie House in die schottischen Denkmallisten in der höchsten Kategorie A aufgenommen. Mit dem Gardie House Cottage, dem Gardie House Pier und der Gardie House Steading sind mehrere der Außengebäude ebenfalls denkmalgeschützt, bilden jedoch kein Denkmalensemble mit Gardie House.

## Geschichte
Gardie House wurde im Jahre 1724 für Magnus Henderson gebaut. Die Ländereien befanden sich zuvor bereits seit einiger Zeit in Familienbesitz. Henderson wollte mit dem Gebäude einen Standort für sein Fischexportgeschäft schaffen. Die Arbeiten überwachte der Steinmetz Forbes aus Aberdeen. 1799 erbte Elizabeth Nicolson, die Ehefrau Thomas Mouats, dem Eigentümer von Belmont House, das Anwesen von ihrem Onkel James Henderson. Um 1820 wurde die Villa erweitert und die Vorderfront überarbeitet. Außerdem wurden landwirtschaftliche Gebäude hinzugefügt. Aus dieser Zeit ist überliefert, dass der schottische Dichter Walter Scott in Gardie House dinierte. Sein heutiges Aussehen erhielt Gardie House im Jahre 1905 durch John Morgan Aitken. Die Villa befindet sich weiterhin in Privatbesitz. Heute lebt dort der schottische Parlamentsabgeordnete und ehemalige Vorsitzende der schottischen Liberal-Demokraten Tavish Scott.
2003 wurden die Außenanlagen in das Inventory of Gardens and Designed Landscapes in Scotland aufgenommen.